# AMIA-attentatet
AMIA-attentatet var ett terrordåd mot det judiska centret Asociación Mutual Israelita Argentinas (AMIA) i Buenos Aires, Argentina, den 18 juli 1994 då 85 personer dödades och över 300 skadades. Attentatet är det värsta i Argentinas historia.
Bomben, som var gjord av ammoniumnitrat, hade placerats i en skåpbil av typen Renault Trafic som hade parkerats utanför huset. Den sjuvåniga byggnaden, som var center för Argentinas drygt 200 000 stora judiska befolkning, raserades helt av explosionen och flera intilliggande byggnader skadades också. Attentatet hade många likheter med bombdådet mot Israels ambassad i Buenos Aires den 17 mars 1992, då 29 personer dödades. Attentatsmannen identifierades senare av utredare som en (vid tidpunkten för attentatet) 21-årig libanesisk medborgare vid namn Ibrahim Hussein Berro.
Den 25 oktober 2006 meddelade de argentinska åklagarna Alberto Nisman och Marcelo Martínez Burgos att attentatet hade organiserats av den libanesiska terrororganisationen Hizbollah på uppdrag av Irans statsledning. Enligt åklagarna fattades beslutet om attentatet av Irans regering i augusti 1993 och ansvaret för planeringen gavs till Mohsen Rabbani, kulturattaché vid Irans ambassad i Buenos Aires, och Hizbollahs operative militäre befälhavare Imad Mughniyeh. Åklagarna utfärdade en internationell arresteringsorder mot Irans tidigare president Ali Akbar Hashemi Rafsanjani och sju andra personer inom den iranska statsledningen. Iran har förnekat all inblandning i attentatet.